# Blade 2: Bloodlust
Blade 2: Bloodlust est un jeu vidéo d'action développé par Mucky Foot Productions et édité par Activision, sorti en 2002 sur PlayStation 2 et Xbox.

## Voix françaises
- Thierry Desroses : Blade

- Bernard Tiphaine : Abraham Whistler

## Accueil
- Jeux vidéo Magazine : 10/20 (XB)[1]